# Robert Newbery
Robert Newbery (Adelaida (Australia), 2 de enero de 1979) es una clavadista o saltador de trampolín australiano especializado en plataforma de 10 metros, donde consiguió ser campeón mundial en 2003 en los saltos sincronizados.

## Carrera deportiva
En el Campeonato Mundial de Natación de 2003 celebrado en Barcelona (España) ganó la medalla de oro en los saltos sincronizados desde la plataforma de 10 metros, con una puntuación de 384 puntos, por delante de los ucranianos y chinos, siendo su pareja de saltos Mathew Helm; además ha ganado tres medallas de bronce olímpicas: en Sídney 2000 en trampolín de 3 metros, y en Atenas 2004 en el trampolín y en la plataforma, siempre en la modalidad de saltos sincronizados.